# Universitat de Stuttgart
La Universitat de Stuttgart (en alemany: Universität Stuttgart) és una universitat de recerca situada a la ciutat alemanya de Stuttgart. Va ser fundada el 1829 i està organitzada en 10 facultats. És una de les universitats tècniques més antigues d'Alemanya amb programes d'enginyeria civil, mecànica, industrial i elèctrica, entre d'altres. És membre del consorci TU9, que agrupa les principals universitats alemanyes de ciència i tecnologia.

## Història
De 1770 a 1794, la Karlsschule va ser la primera universitat de Stuttgart. La Universitat de Hohenheim a Stuttgart-Hohenheim, fundada el 1818, no està relacionada amb la Universitat de Stuttgart, llevat d'algunes activitats conjuntes.
La que ara és la Universitat de Stuttgart es va fundar el 1829. A causa de la creixent importància de les ciències tècniques i la instrucció en aquests camps, des de 1876 la universitat va ser coneguda com a Technische Hochschule Stuttgart (Institut de Tecnologia de Stuttgart). L'any 1900 se li va concedir el dret a atorgar títols de doctor en les disciplines tècniques. El desenvolupament dels cursos d'estudis a la Technische Hochschule Stuttgart va fer que l'any 1967 es canviés el nom a l'actual "Universität Stuttgart". Amb aquest canvi de denominació es van crear nous camps, com la història de la ciència i la tecnologia i les ciències socials, i l'ampliació dels ja existents, com la història i la història de l'art.
Des de finals de la dècada de 1950, una part de la universitat es troba al suburbi de Stuttgart-Vaihingen. La majoria de les assignatures tècniques (informàtica, enginyeria, etc.) es troben a Vaihingen, mentre que les humanitats, les ciències socials, l'arquitectura i temes similars encara es troben al campus del centre de la ciutat. La universitat acull molts instituts de recerca nacionals i internacionals, i col·labora amb socis com Fraunhofer o el Centre Aeroespacial Alemany, entre d'altres. La universitat també és membre fundador de la Startup Autobahn i d'Arena2036, la fàbrica de recerca flexible.